# Малишівка (Запорізький район)
Малиші́вка — село в Україні, у Широківській сільській громаді Запорізького району Запорізької області. Населення становить 264 осіб. До 2016 року орган місцевого самоврядування — Сонячна сільська рада.

## Географія
Село Малишівка розташоване за 23,9 км від обласного центра, у верхів'ях великої балки Гадюча, за 2,5 км від сіл Лукашеве та Дніпрельстан. Поруч пролягає автошлях національного значення Н08.
За 2 км від села розташований аеродром Широке (колишня база Запорізького авіаційного центру).
Селом тече пересихаючий струмок із загатою (річка Малишева).
За 1 км на північ від південно-західної околиці села розташований ботанічний заказник місцевого (обласного) значення «Цілинна балка», створений у 1987 році (площа 5 га).  
За північно-східною околицею села розташована комплексна пам'ятка природи місцевого (обласного) значення «Балка Лукашева», яка отримала статус у 1990 році (площа 46 га).
За 0,6 км на схід від села розташований ландшафтний заказник місцевого (обласного) значення «Балка Малишевська», створений у 1998 році, загальною площею 49 га.

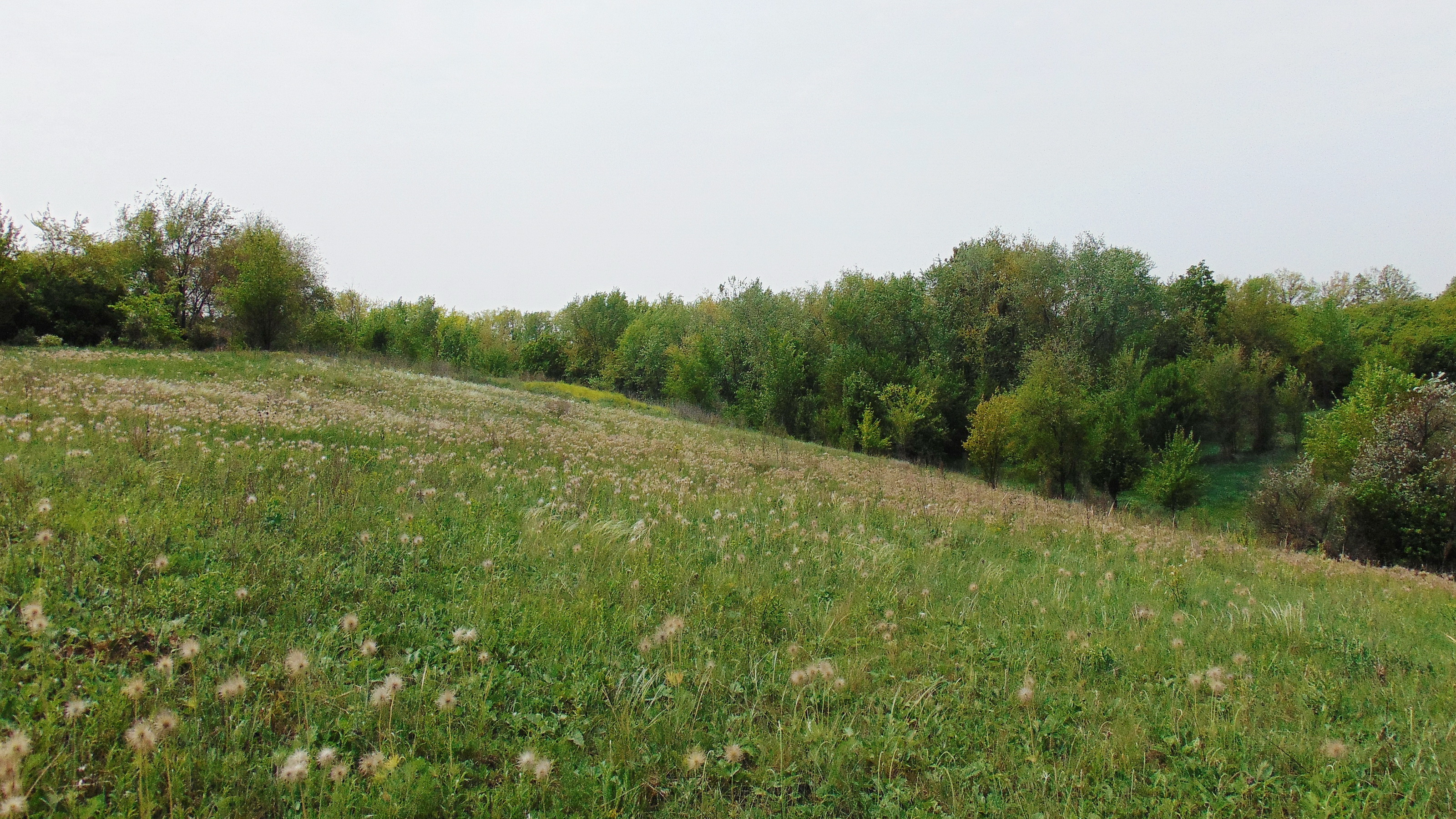
Ботанічний заказник «Цілинна балка»
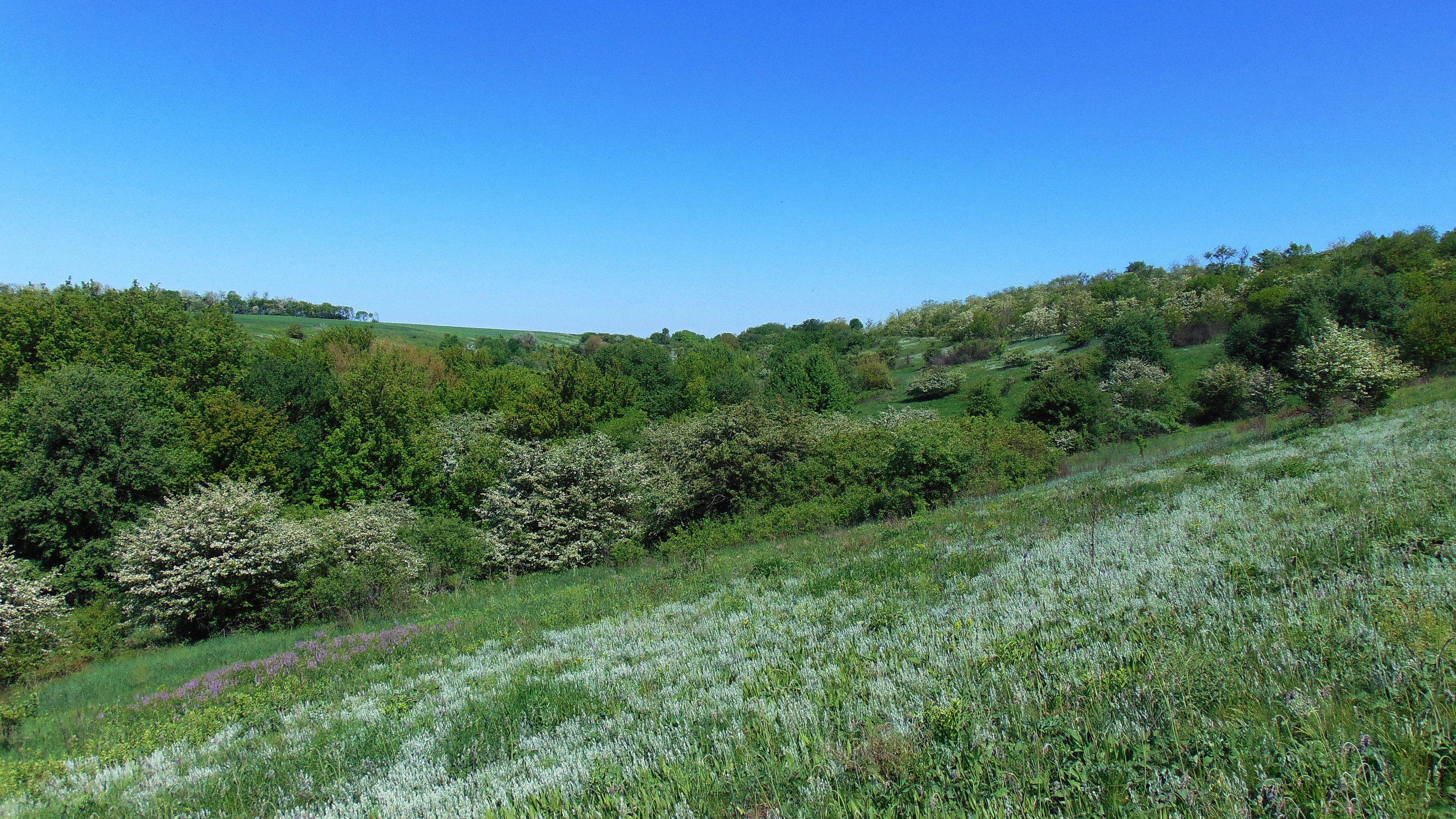
Пам'ятка природи «Балка Лукашева»

## Історія
Засноване менонітами із Західної Пруссії у 1790 році під назвою Неєнбурґ (або Нейєнбурґ, Малишівка) і було німецькою колонією у складі Хортицької волості Катеринославського повіту. На 1886 рік тут було 423 мешканці, 38 двори, школа, магазин, поштова станція,
7 (20) листопада 1917 року, відповідно до Третього Універсалу Української Центральної Ради, увійшло до складу Української Народної Республіки.
12 червня 2020 року, відповідно до Розпорядження Кабінету Міністрів України від № 713-р «Про визначення адміністративних центрів та затвердження територій територіальних громад Запорізької області», увійшло до складу Широківської сільської громади.
19 липня 2020 року, в результаті адміністративно-територіальної реформи та ліквідації колишнього Запорізького району(1965-2020), село увійшло до складу новоутвореного Запорізького району.
25 лютого 2024 року, близько 14:50, російські окупанти завдали ракетний удар по селу Малишівка, внаслідок якого постраждало фермерське господарство, загинула одна особа та троє осіб отримали поранення.

## Населення

### Мова
Розподіл населення за рідною мовою за даними перепису 2001 року:
| Мова            | Кількість | Відсоток |
| --------------- | --------- | -------- |
| українська      | 187       | 70.83%   |
| російська       | 74        | 28.03%   |
| інші/не вказали | 3         | 1.14%    |
| Усього          | 264       | 100%     |